# ياكوف ليوبارسكي
ياكوف نيكولايفيتش ليوبارسكي (7 يوليو 1929 - 30 نوفمبر 2003) (بالروسية: Яков Николаевич Люба́рский) هو باحث روسي، دكتور في فقه اللغة، متخصص في الدراسات البيزنطية.

## مسيرته
ولد ياكوف ليوبارسكي في كييف، وبعد ولادته انتقلت العائلة إلى لينينغراد. عمل والده مديرا موسيقيا لمدة 30 عامًا في مسرح الدراما لينجراد بولشوي، كانت والدته أستاذة موسيقى.
خلال الحرب العالمية الثانية، تم إجلاء ياكوف ليوبارسكي من لينينغراد المحاصرة وعاد إلى المدينة فقط في نهاية الحرب لمواصلة دراسته الثانوية، والتي انتهى بها بمرتبة الشرف. في عام 1946، ولج الدراسات الكلاسيكية في جامعة لينينغراد الحكومية. تخرج ليوبارسكي بامتياز في عام 1951 مع درجة مزدوجة في فقه اللغة الكلاسيكي والدراسات الألمانية.
خلال سبعينيات وثمانينيات القرن العشرين، كان ياكوف ليوبارسكي يُدعى بانتظام لإلقاء محاضرات عن البيزنطية في جامعة لينينغراد. ومع ذلك، أصبح تعيينه الدائم كأستاذ في قسم اللغة اليونانية الحديثة في جامعة لينينغراد ممكنا فقط في التسعينات، مع التغيرات في المناخ السياسي الروسي.
أول منشور ليوبارسكي في مجال البيزنطية، هو مقال عن الشاعر الكريتاني ستيفان سالكيس (Stephanos Sahlikis) سنة 1959.
توفي ليوبارسكي في 30 نوفمبر 2003، ودفن بالقرب من سان بطرسبرج في مقبرة كوماروفو، حيث دفنت آنا أخماتوفا وديمتري ليخاتشوف والعديد من الشخصيات البارزة في العلم والثقافة الروسية.